# 鲁斯兰·列奇哈吉耶夫
鲁斯兰·阿卜杜勒瓦希耶维奇·列奇哈吉耶夫（羅馬化：Ruslan Abdulvakhiyevich Lechkhadzhiyev；1965年7月2日—）是俄罗斯政治人物，第八届国家杜马代表。
2004年至2007年，列奇哈吉耶夫担任联邦公路局北高加索公路管理局分支机构的负责人。2007年至2021年，他在联邦公路局“高加索”联邦公路局工作，先任副局长，后担任局长。2021年9月，他起担任第八届国家杜马代表。
列奇哈吉耶夫于2022年因俄乌战争而受到美国财政部和英国政府制裁。